# Непряев, Иван Николаевич
Иван Николаевич Непряев (род. 4 февраля 1982, Ярославль) — российский хоккеист, нападающий. Мастер спорта международного класса.

## Биография
Выпускник 33 школы города Ярославля. Воспитанник ярославского «Локомотива». Один из лучших в КХЛ по игре в меньшинстве. Отыграв 8 сезонов в «Локомотиве», в 2008 году перешёл в московское «Динамо».
Кандидат педагогических наук (2008), диссертация на тему «Математическая статистика в командных видах спорта» под руководством профессора В. В. Афанасьева.
19 июля 2014 года подписал контракт на год с ХК «Авангард».
С 2018 года работает скаутом клуба НХЛ «Миннесота Уайлд».

## Достижения
- Чемпион МЧМ 2002.
- Двукратный чемпион России (2002, 2003).
- Серебряный призёр Континентального Кубка (2003).
- Двукратный бронзовый призёр Чемпионата Мира (2005, 2007).
- Бронзовый призёр чемпионата России (2005).
- Участник Олимпиады в Турине (2006).
- Двукратный серебряный призёр чемпионата России (2008, 2011).

## Статистика
| Легенда | Легенда                    | Легенда | Легенда                   | Легенда | Легенда    |
| ------- | -------------------------- | ------- | ------------------------- | ------- | ---------- |
| И       | Количество проведённых игр | Штр     | Штрафное время            | +/−     | Плюс-минус |
| Г       | Голы                       | П       | Голевые передачи          | О       | Очки       |
| -       | Статистика неизвестна      | —       | Статистика не учитывалась |         |            |